# Long Beach Grand Prix 1989
Long Beach Grand Prix 1989 var ett race som var den andra deltävlingen i PPG IndyCar World Series 1989. Racet kördes den 23 april på Long Beach gator. Al Unser Jr. tog sin första seger för säsongen, vilket gjorde att han gick upp i mästerskapsledning. Michael Andretti och Emerson Fittipaldi blev tvåa respektive trea.

## Slutresultat
| Plats | Förare              | Team                     | Grid | Kvaltid  |
| ----- | ------------------- | ------------------------ | ---- | -------- |
| 1     | Al Unser Jr.        | Galles Racing            | 1    | 1.06,255 |
| 2     | Michael Andretti    | Newman/Haas Racing       | 2    | 1.07,369 |
| 3     | Emerson Fittipaldi  | Patrick Racing           | 6    | 1.07,735 |
| 4     | Bobby Rahal         | Kraco Racing             | 9    | 1.07,989 |
| 5     | Rick Mears          | Penske Racing            | 7    | 1.07,906 |
| 6     | Raul Boesel         | Doug Shierson Racing     | 14   | 1.09,505 |
| 7     | Arie Luyendyk       | Dick Simon Racing        | 13   | 1.09,135 |
| 8     | Danny Sullivan      | Penske Racing            | 4    | 1.07,684 |
| 9     | Derek Daly          | Raynor Motorsports Group | 11   | 1.08,801 |
| 10    | Tom Sneva           | Vince Granatelli Racing  | 12   | 1.08,829 |
| 11    | James Weaver        | Dyson Racing             | 17   | 1.10,050 |
| 12    | Scott Brayton       | Dick Simon Racing        | 22   | 1.10,493 |
| 13    | Bernard Jourdain    | Andale Racing            | 21   | 1.10,493 |
| 14    | Steve Saleen        | Saleen Autosport         | 24   | 1.11,285 |
| 15    | Randy Lewis         | Teamkar International    | 23   | 1.10,978 |
| 16    | Tero Palmroth       | Gohr Racing              | 25   | 1.11,678 |
| 17    | Pancho Carter       | Leader Cards Racing      | 27   | 1.13,374 |
| 18    | Mario Andretti      | Newman/Haas Racing       | 5    | 1.07,703 |
| 19    | Dominic Dobson      | Bayside Racing           | 18   | 1.10,120 |
| 20    | John Jones          | Protofab Racing          | 19   | 1.10,223 |
| 21    | Fulvio Ballabio     | Dale Coyne Racing        | 26   | 1.12,239 |
| 22    | Guido Daccò         | Dale Coyne Racing        | 28   | 1.14,490 |
| 23    | Didier Theys        | Arciero Racing           | 20   | 1.10,223 |
| 24    | Ludwig Heimrath Jr. | Hemelgarn Racing         | 16   | 1.09,909 |
| 25    | A.J. Foyt           | A.J. Foyt Enterprises    | 15   | 1.09,763 |
| 26    | Kevin Cogan         | Machinists Union Racing  | 10   | 1.08,184 |
| 27    | Teo Fabi            | Porsche Motorsports      | 3    | 1.07,639 |
| 28    | Scott Pruett        | Truesports Co.           | 8    | 1.07,973 |